# ويليام شنايدر
ويليام شنايدر (بالإنجليزية: William Schneider)‏ هو جندي ومحامي وسياسي أمريكي، ولد في 25 أبريل 1959 في سيراكيوز في الولايات المتحدة. حزبياً، نشط في Maine Republican Party ‏ والحزب الجمهوري. وقد انتخب عضو مجلس نواب مين.